# Joachim Rohweder

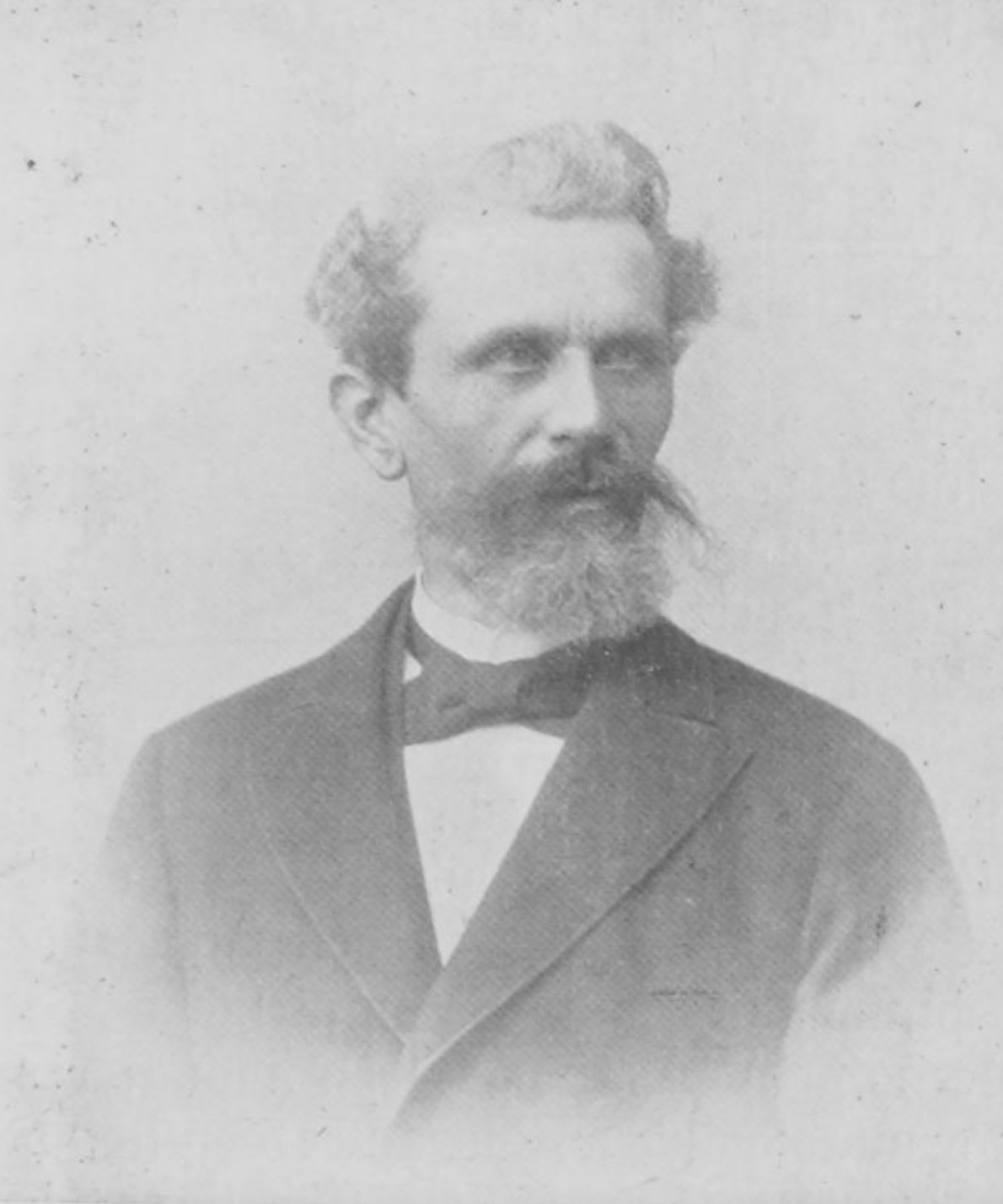
Joachim Rohweder

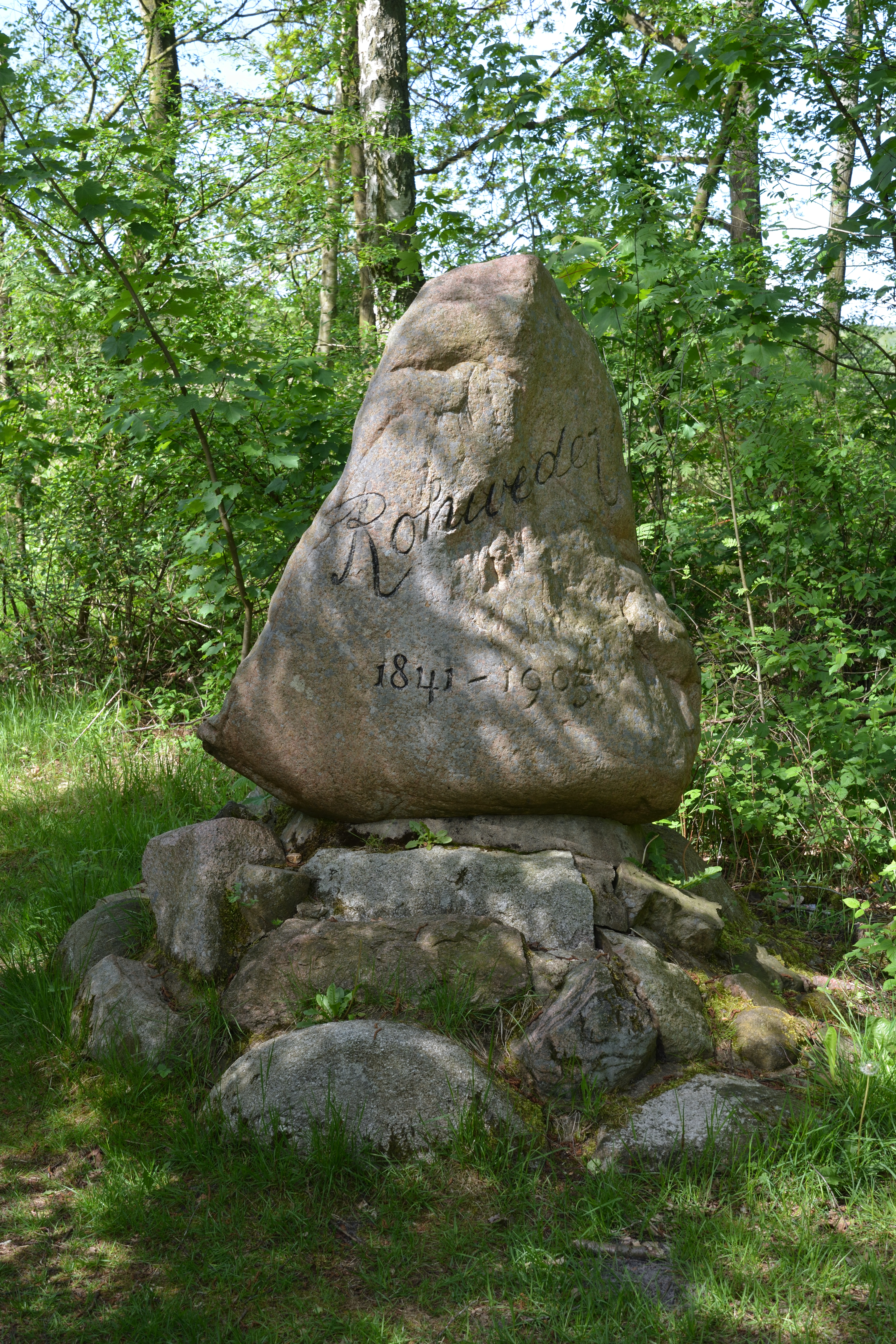
Gedenkstein im Naturerlebnisraum „Mühlenau/Mildstedter Tannen“ in Mildstedt

Joachim Rohweder (* 2. September 1841 in Wapelfeld; † 29. Dezember 1905 in Husum) war ein deutscher Ornithologe und Oberlehrer. 

## Leben
Rohweder wurde als Sohn eines Landmanns am 2. September 1841 in Wapelfeld geboren. Er arbeitete als Oberlehrer am Königlichen Gymnasium zu Husum. Rohweder besuchte die örtliche Dorfschule und im Anschluss die höhere Knabenschule in Hohenwestedt. Er entschloss sich, als Lehrer zu arbeiten. Seine erste Anstellung fand er als Hilfslehrer an einer Privatschule in Hamburg. Dort stand ihm die Bibliothek des Hamburger „Vereins für Lehrerfreunde“ zur Verfügung. Zudem hörte er Vorträge am Johanneum.
1862 nahm er ein Studium am Lehrerseminar in Bad Segeberg auf. Besonders interessiert war er an den Naturwissenschaften. Seinen Abschluss mit Auszeichnung machte er im Jahr 1865. Es folgte eine Anstellung als Hauslehrer im Haus eines Amtsrichters in Leck, danach als erster Hilfslehrer an der Marineschule in Flensburg. Am 1. Oktober 1866 schließlich wurde er ordentlicher Lehrer für Naturwissenschaften am Gymnasium in Husum. Dort war er bis zu seinem Tod im Jahr 1905 tätig. Er starb am 29. Dezember 1905 in Husum.

## Werk
Bekannt wurde Rohweder für sein umfangreiches Wissen um die Vogelwelt Norddeutschlands. Er wurde oft von den Behörden als Gutachter angefragt, und sein kleines Buch: Die Vögel Schleswig-Holsteins und ihre Verbreitung in der Provinz nebst einer graphischen Darstellung ihrer Zug- und Brutverhältnisse entwickelte sich zu einem Standardwerk der Ornithologie. Seine Beobachtungen sind im Vergleich mit aktuellen Entwicklungen noch heute interessant. So greift das Landesamt für Naturschutz Schleswig-Holstein bei der Erstellung der Roten Liste der Brutvögel Schleswig-Holsteins darauf zurück. Sein ornithologischer Nachlass wurde von Rudolf Blasius in der Ornithologischen Monatsschrift veröffentlicht.
Joachim Rohweder setzte sich für den Tierschutz ein und wollte die Vogelwelt in ihrer Ursprünglichkeit bewahren. Auf seine Initiative gingen Vogelschutzmaßnahmen auf den Nordfriesischen Inseln durch die Regierung Schleswig-Holsteins zurück. Er war 1879 Mitbegründer des Tierschutzvereins Husum und Umgebung. Gleichzeitig war er, wie viele Menschen seiner Zeit, auch Jäger, der zum Beispiel im Jahr 1872 einen Schreiadler-Terzel schoss und aus einem Gelege durch ein von unten gebohrtes Loch ein frisch gelegtes Ei herausholte, was zur Folge hatte, dass das Nest verlassen wurde.
1893 schickte die Königliche Regierung Schleswig-Holsteins ihn nach Helgoland. Dort sollte er den Vogelfang überprüfen und Vorschläge machen, um Missbrauch abzustellen. Einen ähnlichen Auftrag erteilte ihm später der Tierschutzverein des Deutschen Reiches.

## Veröffentlichungen
- Die Vögel Schleswig-Holsteins und ihre Verbreitung in der Provinz nebst einer graphischen Darstellung ihrer Zug- und Brutverhältnisse. In: Jahres-Bericht / Königl. Gymnasium und Höhere Bürgerschule zu Husum; Ostern 1875.